# فيكتور غاسكين
فيكتور غاسكين (بالإنجليزية: Victor Gaskin)‏ هو عازف جاز أمريكي، ولد في 23 نوفمبر 1934 في ذا برونكس في الولايات المتحدة، وتوفي في 14 يوليو 2012 في فريدريكستيد في الولايات المتحدة.

## وصلات خارجية
- فيكتور غاسكين على موقع ميوزك برينز (الإنجليزية)
- فيكتور غاسكين على موقع أول ميوزيك (الإنجليزية)
- فيكتور غاسكين على موقع ديسكوغز (الإنجليزية)